# 华沙之跪

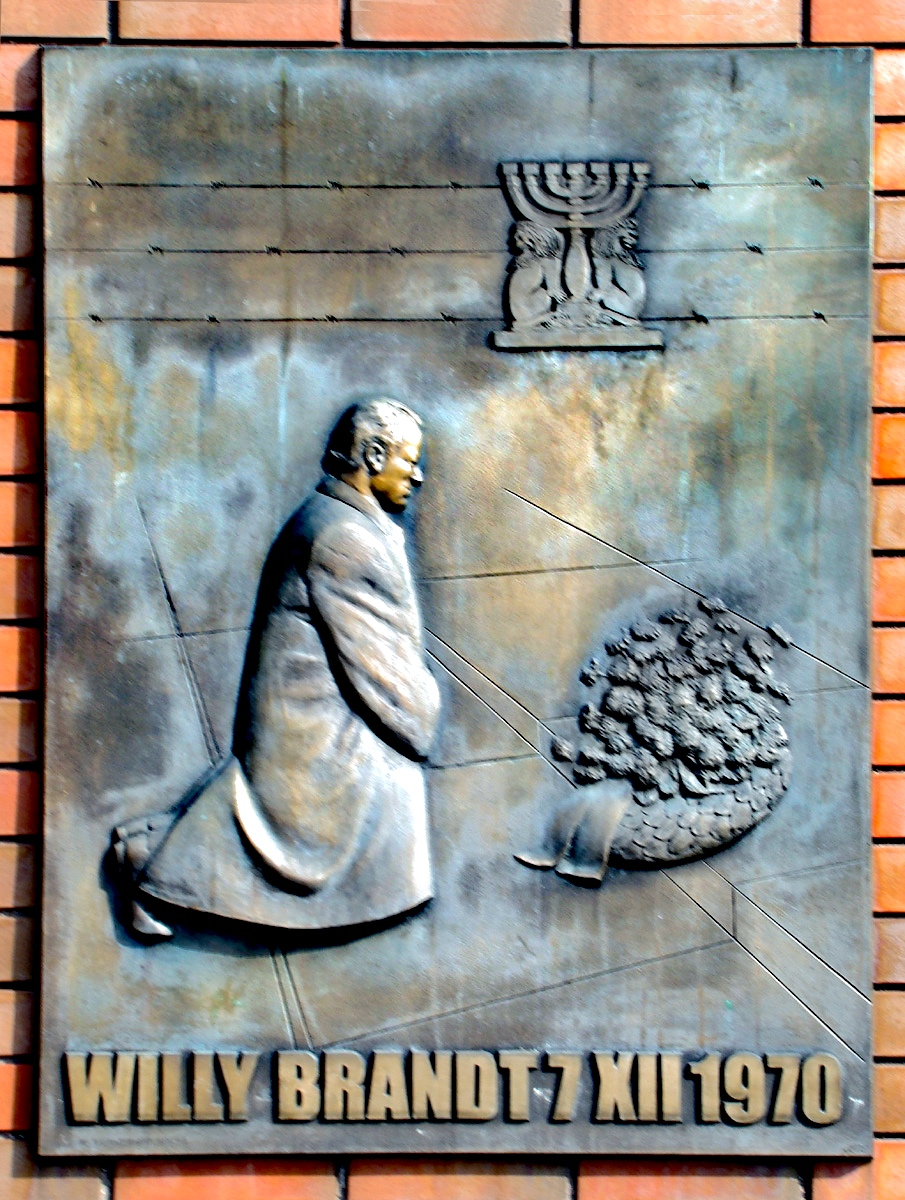
華沙的「華沙之跪」紀念浮雕

华沙之跪（德語：Warschauer Kniefall）发生在1970年12月7日，指西德總理威利·布蘭特在华沙犹太隔离区起义纪念碑前下跪一事。当天西德与波兰签订华沙条约。

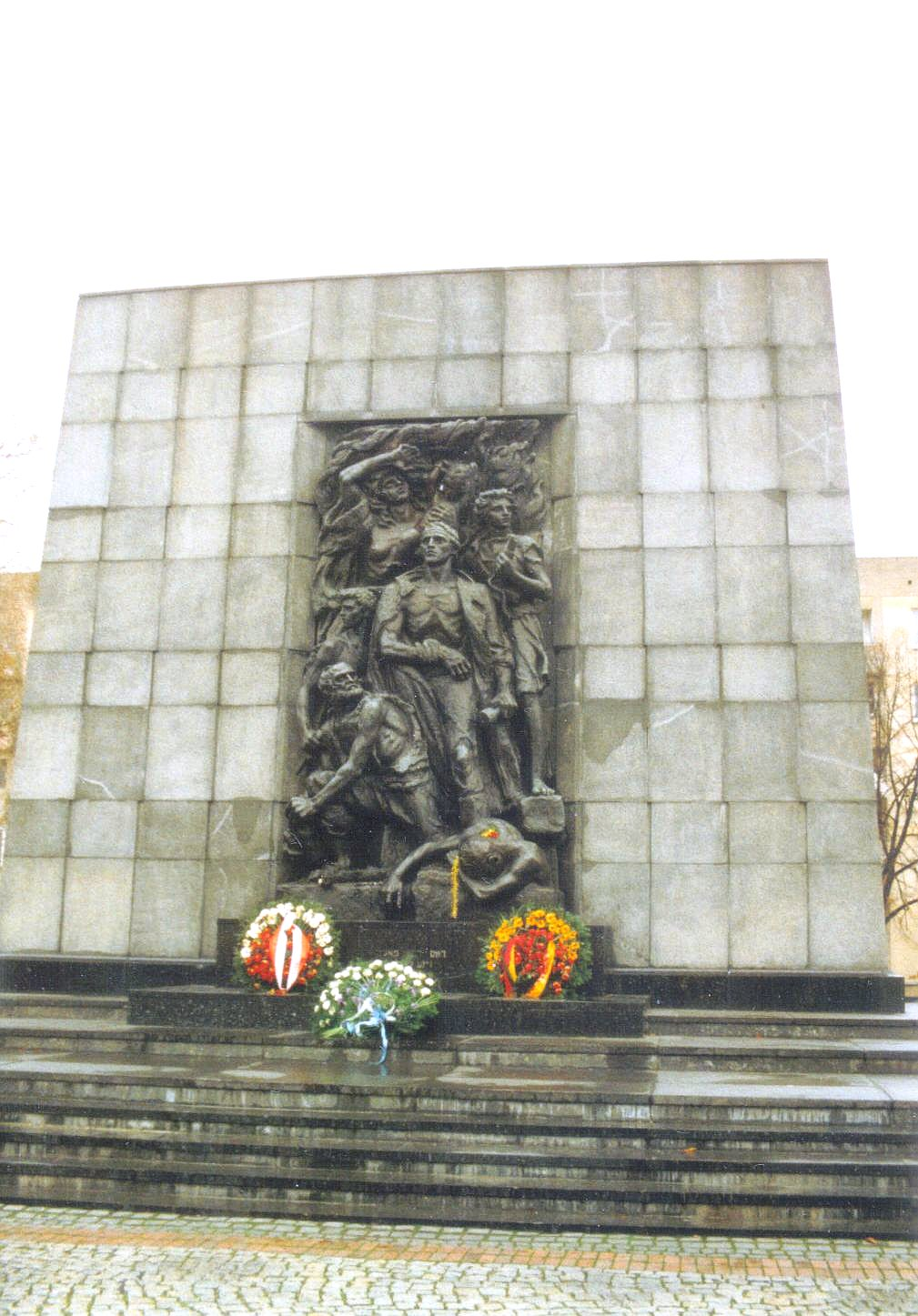
华沙隔都英雄纪念碑

在纪念碑前敬献花圈后，勃兰特突然自发下跪并且为在纳粹德国侵略期间被杀害的死难者默哀。这一举动引起德国国内乃至世界各国的惊动，华沙之跪极大提高勃兰特和德国在外交方面的形象，1971年勃兰特获得诺贝尔和平奖，华沙之跪也为战后德国与东欧诸国和以色列改善关系的重要里程碑。
据陪同者在一次电视采访中回忆，当天晚上在就此事问勃兰特时，他曾经回答说“我当时突然感到，仅仅献上一个花圈是绝对不够的”（Ich hatte plötzlich das Gefühl, nur einen Kranz niederlegen reicht einfach nicht!）。 
随后德国明镜杂志进行民调，48%的德国人认为太誇張，41%认为很恰当，11%认为中立。

## 连接
- DHM LeMO: Ostverträge（页面存档备份，存于）
- Fotos des Kniefalles
- Richard von Weizsäcker: Es begann in Polen. Brandts Kniefall ermöglichte die EU-Osterweiterung（页面存档备份，存于） 时代杂志